# 巴洞镇
巴洞镇，原为巴洞乡，是中华人民共和国四川省凉山彝族自治州德昌县下辖的一个乡镇级行政单位。2019年12月，撤销宽裕镇，将其所属行政区域划归巴洞镇管辖。

## 行政区划
巴洞镇下辖以下地区：
红旗村、松柏村、前进村、团结村和先锋村。